# Abel Xavier
Abel Luís da Silva Costa Xavier conocido como Abel Xavier (Nampula, Mozambique antes provincia de Portugal, 30 de noviembre de 1972) es un exfutbolista profesional que jugó en la posición de defensa. Fue internacional con la selección de Portugal con la que jugó la Euro 2000 y la Copa Mundial de Fútbol de 2002. También es conocido por el estilo de sus peinados.

## Biografía

### Jugador
Debutó en la temporada 90-91 con el C. F. Estrela da Amadora de Portugal jugando 3 temporadas. Por su gran juego fue transferido al S. L. Benfica donde después de una buena temporada fue transferido al S. S. C. Bari de la Serie A italiana para la temporada 95-96. 
Después de su corta permanencia en el club italiano, Xavier, pasó por una gran cantidad de clubs, fue transferido al Real Oviedo, después de 2 temporadas pasó al PSV Eindhoven y posteriormente al Everton F. C.  de la Premier League
Tras 3 temporadas fue vendido a los rivales, el Liverpool F. C. lo fichó por 2 años. Después empezó otra vez en cortos plazos en varios clubes. En el 2003 estuvo Galatasaray S. K., en la temporada 2004-2005 pasó por el Hannover 96 y finalizando en la A. S. Roma en el 2005.
Después de estar un tiempo sin club fichó por Middlesbrough F. C.. El 23 de noviembre de 2005 fue acusado de usar esteroides y tuvo una sanción de 18 meses, que fue acortada a 12 meses dejándolo sin oportunidad de jugar la temporada 2005-2006.
El 14 de mayo de 2007 se anunció su fichaje por Los Ángeles Galaxy de la MLS. 
El 23 de diciembre de 2009 anunció su retirada del mundo del fútbol y su conversión al islamismo, cambiando su nombre a Faisal.

### Entrenador
El 7 de julio de 2013 inicia su carrera como entrenador, cogiendo las riendas del S. C. Olhanense de la Primera División de Portugal.
En febrero de 2016, se convierte en entrenador de la selección de fútbol de Mozambique. Después de una mala actuación en la Copa COSAFA 2019 disputada en Sudáfrica, el 22 de julio de 2019 es sustituido en el cargo por Victor Matine.

### Selección nacional
Abel Xavier se perdió la Eurocopa 1996 pero sí estuvo en la Eurocopa 2000, donde se convirtió en una de las piezas fundamentales de la defensa de la selección de portuguesa y una de las figuras del torneo.
Desafortunadamente, en la semifinal contra la selección francesa desvió un disparo de David Trezeguet, en el área, con la mano, provocando un penal cobrado por Zinedine Zidane, y que le dio el pase a la final a los galos.
En el 2002 estuvo en la Copa del Mundo, aunque solamente jugó el último partido de la fase de grupos. 
Disputó un total de 20 encuentros con la selección absoluta y anotó dos tantos.
Participaciones en Mundiales
| Mundial      | Sede | Resultado     |
| ------------ | ---- | ------------- |
| Mundial 2002 | y    | Primera ronda |

Participaciones en Eurocopas
| Eurocopa      | Sede | Resultado   |
| ------------- | ---- | ----------- |
| Eurocopa 2000 | y    | Semifinales |

## Clubes
Como jugador
| Club                    | País           | Año       | PJ  | Goles |
| ----------------------- | -------------- | --------- | --- | ----- |
| Estrela da Amadora      | Portugal       | 1990-1993 | 85  | 5     |
| SL Benfica              | Portugal       | 1993-1995 | 45  | 4     |
| AS Bari                 | Italia         | 1995-1996 | 8   | 0     |
| Real Oviedo             | España         | 1996-1998 | 58  | 0     |
| PSV Eindhoven           | Países Bajos   | 1998-1999 | 19  | 2     |
| Everton FC              | Inglaterra     | 1999-2002 | 43  | 0     |
| Liverpool FC            | Inglaterra     | 2002-2003 | 14  | 1     |
| Galatasaray SK (cedido) | Turquía        | 2003      | 11  | 0     |
| Hannover 96             | Alemania       | 2004-2005 | 5   | 0     |
| AS Roma                 | Italia         | 2005      | 3   | 0     |
| Middlesbrough FC        | Inglaterra     | 2005-2007 | 18  | 1     |
| Los Ángeles Galaxy      | Estados Unidos | 2007-2008 | 21  | 0     |
| Total                   | Total          | Total     | 330 | 13    |

Como entrenador
| Club                              | País       | Año       |
| --------------------------------- | ---------- | --------- |
| SC Olhanense                      | Portugal   | 2013      |
| Sporting Clube Farense            | Portugal   | 2014      |
| Desportivo das Aves               | Portugal   | 2015      |
| Selección de fútbol de Mozambique | Mozambique | 2016-2019 |

## Palmarés

### Trofeos Nacionales
| Título                | Club          | País         | Año     |
| --------------------- | ------------- | ------------ | ------- |
| SuperLiga de Portugal | SL Benfica    | Portugal     | 1993-94 |
| Supercopa             | PSV Eindhoven | Países Bajos | 1998-99 |

## Vida personal
Xavier nació en Mozambique, que entonces era colonia portuguesa, y se trasladó a Portugal siendo niño. Se estableció en Jamor, en los suburbios del oeste de Lisboa, donde vivió en la pobreza. Creció en la fe católica estricta. Al retirarse de su carrera como jugador, Xavier se convirtió al islam y cambió su nombre por Faisal.